# Suillus megaporinus
Suillus megaporinus — вид базидіомікотових грибів родини маслюкових. Гриб зустрічається лише в горах Сьєрра-Невада на заході США. Росте у хвойних лісах. Утворює мікоризу із сосною Pinus contorta. Шапинка у діаметрі 2-5 см. Забарвлення коливається від коричневого та червоно-коричневого до охристого.